# Ernest Akouassaga
Ernest Akoussaga (Lékoni, 16 settembre 1985) è un ex calciatore gabonese, di ruolo difensore.

## Carriera

### Club
Ha giocato nel campionato gabonese, francese e georgiano.

### Nazionale
Con la maglia della nazionale ha collezionato 14 presenze.